# امریک
امریک (به لاتین: Amerić}} یک منطقهٔ مسکونی در صربستان است که در ملادنوواس واقع شده‌است.